# Žákovice
Žákovice (deutsch Zakowitz, 1939–1945 Schakowitz) ist eine Gemeinde in Tschechien. Sie liegt sieben Kilometer nördlich von Bystřice pod Hostýnem und gehört zum Okres Přerov.

## Geographie
Žákovice befindet sich linksseitig des Flüsschens Moštěnka in der Podbeskydská pahorkatina (Vorbeskidenhügelland). Westlich erhebt sich der Kleštěnec (287 m).
Nachbarorte sind Soběchleby im Norden, Dolní Nětčice, Horní Nětčice und Býškovice im Nordosten, Žákovský Mlýn und Všechovice im Osten, Vítonice, Libosváry, Nový Dvůr und Loukov im Südosten, Mrlínek und Sovadina im Süden, Blazice und Radkova Lhota im Südwesten, Lhotsko im Westen sowie Bezuchov und Símře im Nordwesten.

## Geschichte
Die erste schriftliche Erwähnung des Ortes erfolgte 1293, als Herzog Nikolaus von Troppau die Dörfer Žákovice und Libosváry an Zbyslav von Bohuslavice verkaufte. Im Jahre 1375 wurde das Dorf als Zakowitz, 1376 als Czakowitz, ab 1377 als Zakowicze, 1404 als Zackowicz, 1417 als Žákovice, 1675 als Žiakowitz, ab 1718 als Ziakowitz, 1751 als Zwilkowitz und 1771 als Schakowitz bezeichnet. Das ursprüngliche Dorf bestand aus einer Häuserreihe um den Dorfplatz und war durch zwei Tore geschützt. Im 16. Jahrhundert wurde das Dorf Teil der Herrschaft Dřevohostice. Karl der Ältere von Zerotein verkaufte 1617 die Herrschaft mit den zugehörigen Dörfern Turovice, Nahošovice, Hradčany, Šišma, Pavlovice, Prusínky, Kladníky, Bezuchov, Oprostovice, Žákovice, Mrlínek, Sovadina, Lhota, Radkovy, Lipová und Křtomil für 95.000 mährische Gulden an Jan Skrbenský von Hříště. Wegen seiner Beteiligung am Ständeaufstand 1618 verlor dieser nach der Schlacht am Weißen Berg seine Güter. Die Herrschaft Dřevohostice wurde an Zdeněk Vojtěch Popel von Lobkowicz verkauft. Zdeněks Sohn Wenzel Eusebius von Lobkowicz veräußerte im Jahre 1635 die Dörfer Šišma, Kladníky, Bezuchov, Oprostovice, Žákovice, Mrlínek, Sovadina, Radkova Lhota, Radkovy, Lipová und Křtomil an den Besitzer der Herrschaft Bystřice pod Hostýnem, Johann Anton von Rottal. Die Matriken werden seit 1718 in Soběchleby geführt.
Nach der Aufhebung der Patrimonialherrschaften bildete Žákovice/Zakowitz ab 1850 eine Gemeinde in der Bezirkshauptmannschaft Holleschau. In der Wassermühle Žákovský Mlýn wurde im 20. Jahrhundert ein kleines Wasserkraftwerk eingerichtet. Während der deutschen Besetzung wurde die Gemeinde 1942 dem Bezirk Mährisch Weißkirchen zugeordnet, nach dem Ende des Zweiten Weltkrieges kam Žákovice 1945 wieder zum Okres Holešov zurück. Nach dessen Aufhebung wurde die Gemeinde 1960 dem Okres Přerov zugeordnet. 1976 wurde Žákovice dem Örtlichen Nationalausschuss Soběchleby angeschlossen und 1983 gänzlich nach Soběchleby eingemeindet. Seit 1991 bildet Žákovice wieder eine eigene Gemeinde. Žákovice führt seit 1995 ein Wappen und Banner.

## Gemeindegliederung
Für die Gemeinde Žákovice sind keine Ortsteile ausgewiesen. Zu Žákovice gehört die Einschicht Žákovský Mlýn.

## Sehenswürdigkeiten
- Kapelle des hl. Nikolaus, unter eine Lindengruppe auf der Anhöhe nördlich des Dorfes, erbaut im 17. Jahrhundert
- Geschützte Winterlinde auf der Anhöhe südlich des Dorfes
- Holzkreuz, verziert mit geschnitzten christlichen Symbolen, in der Ortslage Malá brána
- Gemauerter Glockenturm auf dem Dorfplatz
- Denkmal für die Gefallenen des Ersten Weltkrieges, auf dem Dorfplatz
- Drei Steinkreuze
- Zwei Bildstöcke